# Variabilichromis moorii
Variabilichromis moorii, unico appartenente al genere Variabilichromis, è un pesce d'acqua dolce appartenente alla famiglia Cichlidae.

## Distribuzione e habitat
Questa specie è endemica della parte meridionale del Lago Tanganica, in Africa.

## Descrizione
V. moorii presenta un corpo allungato, compresso ai fianchi, dal profilo ovaloide, con bocca sporgente e peduncolo caudale allungato. Le pinne sono ampie, la pinna caudale a delta, dai bordi arrotondati. La livrea giovanile è bruna chiara, con bordi delle pinne azzurrini; questa livrea tende a scurirsi con l'età, toccando sfumature più scure, a volte giallastre, fino al bruno/nero opaco degli adulti. Le pinne sono orlate di blu. In condizioni di stress tende ad assumere un colore pallido. 

Raggiunge una lunghezza massima di 10 cm.

## Riproduzione
La riproduzione è esterna, le uova sono deposte in cavità rocciose. Sono presenti cure parentali.

## Alimentazione
Filtra il fondo alla ricerca di invertebrati e di alghe.

## Acquariofilia
Questo pesce è conosciuto commercialmente, ed è allevato prevalentemente dagli acquariofili appassionati di ciclidi del Tanganica.